# Grupo de Contato Internacional sobre a Somália
O Grupo Internacional de Contato sobre a Somália (em inglês:  International Somalia Contact Group ou International Contact Group on Somalia) é um grupo informal e ad hoc composto principalmente por embaixadores ocidentais da ONU que foi estabelecido em Junho de 2006 na sede das Nações Unidas na cidade de Nova York. O seu objetivo é apoiar a “paz e a reconciliação” na Somália, cujo principais focos do grupo são apoiar o governo de transição da Somália, coordenando a ajuda humanitária e as medidas antipirataria. Inicialmente deliberando sobre o conflito somali entre a União dos Tribunais Islâmicos, vários senhores da guerra, o governo somali emigrado e a vizinha Etiópia. Além disso, os Estados Unidos queriam garantias de que a Somália não se tornaria um porto seguro para terroristas islamistas.

## Membros
O Grupo de Contato da Somália surgiu como uma associação informal de um grupo de embaixadores da ONU em resposta à tomada do poder pela União dos Tribunais Islâmicos em meados de 2006. Os membros fundadores incluíam os Estados Unidos (os iniciadores deste grupo), o Reino Unido, a Itália, a Noruega (que presidiu a primeira reunião), a Suécia, a Tanzânia e União Europeia. A ONU e a União Africana receberam o estatuto de observadores. O país vizinho Quênia, a Liga Árabe (da qual a Somália faz parte) e o próprio governo somali não foram convidados, o que gerou críticas. O Quênia ficou descontente por não ter sido convidado a juntar-se ao grupo. Em resposta, o Grupo de Contacto foi significativamente ampliado e oficialmente afiliado às Nações Unidas através do Gabinete Político das Nações Unidas para a Somália (UNPOS). Além dos Estados e organizações mencionadas, a Comunidade da África Oriental e a Autoridade Intergovernamental para o Desenvolvimento também pertencem agora ao grupo de contato.